# ولایت قندهار
قَندَهار پشتو: کندهاریکی از سی و چهار ولایت افغانستان به مرکزیت شهر قندهار است که در قسمت جنوبی کشور واقع شده‌است. قندهار از جنوب با ایالت بلوچستان پاکستان از غرب با ولایت هلمند، از شمال با ولایت ارزگان و از شرق با ولایت زابل هم‌مرز است. منطقه بزرگ اطراف این ولایت لوی کندهار نامیده می‌شود. آب و هوای قندهار در مناطق کوهستانی این ولایت در زمستان بسیار شدید سرد و بارانی و در تابستان به شدت گرم و خشک است. زبان رایج در قندهار پشتو هست و فارسی دری زبان دوم میانجی می‌باشد.

## نام
نام قندهار یا کندهار برگرفته از کلمه گندهارا، نام سرزمین و دولتی در روزگار باستان است که شامل حوزهٔ جنوبی رود کابل می‌شده. به باور هنری والتر بیلیو (Bellew)، نویسندهٔ بریتانیایی، این سرزمین شامل تمامی ولایت امروزی قندهار می‌شده که در پی یورش هفتالیان در سدهٔ پنجم میلادی گسترش پیدا کرده بود. فرضیه دیگر، که حتی شامل کاربردهای قدیمی‌تر این نام می‌شود، آن را برگرفته از نام فرضی یونانی شهر Gondophareia/گُندُفاریا، برگرفته از نام گُندُفَر، فرمانروای پارتیِ هند می‌داند، که سکه‌هایش در قندهار پیدا شده‌اند. برخی نام قندهار را برگرفته از بخش اول نام Condigramma/کُندی‌گراما می‌دانند. (بخش دوم، گراما، به زبان سانسکریت به‌معنای 'روستا' است). برخی نیز این نام را برگرفته از منطقه‌ای در رُخَج بنام Gandutava/گَندوتاوا می‌دانند؛ که در سنگ‌نوشته بیستون از نبردی در آن منطقه بین ساتراپ هخامنشی آنجا و شورشیان علیه داریوش بزرگ یاد شده‌است. نام‌های تاریخی: سرزمین قندهار = هَرَووَتیش/اَراخوزیا/رُخَج؛ شهر قندهار = تِگین‌آباد: در منابع پیش از اسلام، در سنگ‌نوشته‌های هخامنشی از نام Harauvatiš/هَرَووَتیش (یونانی باستان: Ἀραχωσία/اَراخوزیا یا Ἀραχῶται/اَراخوتای) یاد شده که سرزمینی در پیرامون قندهار امروزی بوده و یکی از ساتراپی‌های شرقی هخامنشیان شمرده می‌شده. در منابع اسلامی، به ویژه تا پیش از حملهٔ مغول از نام قندهار بجز در معدودی منابع جغرافیایی به زبان عربی (همچون ابن خردادبه، ص. ۵۶، ۶۸؛ یعقوبی، در البُلدان، صص. ۲۸۱، ۲۸۷ و ۲۸۹؛ ابن رُسته، ص. ۹۰؛ مسعودی، در التنبیه، ص. ۴۳؛ مقدسی، ص. ۶۰) اشارات مکرری نشده، و در این منابع نام قندهار به دو سرزمین متفاوت اشاره دارد: یکی قندهار در سِند، یا همان قندهار امروزی، و دیگری قندهار در هند، که به‌گفتهٔ یوزف مارکوارت می‌تواند همان سرزمین باستانی گندهارا، در شمال‌غربی هند باشد. در منابع اسلامی نام رُخَج (یا رُخُد، یا همان اَراخوزیا در منابع یونانی/رومی) است که برای سرزمین پیرامون قندهار امروزی استفاده می‌شده. کلاوس فیشر بر این باور است که نام قندهار در منابع بین سده‌های دهم و دوازدهم میلادی تقریباً ناپدید شده، و در آن دوره پَنجوائی، مرکز اداری، و تِگین‌آباد دو شهر عمده در رُخَج بودند. ولادیمیر مینورسکی، خاورشناس روسی احتمال همخوانی تگین‌آباد با قندهار تاریخی (حدودالعالم، مینورسکی، ص. ۳۴۵) را بعید نمی‌داند. احتمال اینکه نام تگین‌آباد برگرفته از نام سبکتگین، نخستین فرمانروای غزنوی، که آن منطقه را در سال ۸۹۰ میلادی فتح کرده، باشد رد شده، چون اشارهٔ استخری به تگین‌آباد پیش از ظهور سبگتگین بوده. ریشهٔ احتمالی دیگر برای نام تگین‌آباد نام قراتگین، فرمانده سامانی است که بر امیر نصر سامانی شورید و در سال ۹۳۰ میلادی به بُست گریخت. هِلمز هم برگرفتن نام تگین‌آباد از نام دودمان تُرک‌شاه را محتمل می‌داند که از اواسط سدهٔ هفتم تا اواسط سدهٔ نهم میلادی بر کابل و گندهارا فرمان می‌راندند. نام‌های تاریخی گندهارا: به زبان سانسکریت: گندهاری، در عبارت Gandhārīnām avikā (به‌معنای 'میش گندهاری‌ها') در ریگ‌ودا؛ به زبان پارسی باستان: گنداره، در سنگ‌نوشته‌های هخامنشی؛ به زبان عیلامی: کن‌ده‌ره. نام‌های تاریخی اَراخوزیا: به سانسکریت ودایی: Sárasvatī-/سَرَسوَتی (برگرفته از سَرَس-، به‌معنای 'دریاچه' است)، یکی از هفت رودی (سَپته‌سندو) که در ریگ‌ودا اشاره شده و همان رود ارغنداب، شاخه‌ای از رود بزرگ هِلمَند است؛ به اوستایی: Haraxᵛaitī-/هَرَخوَیتی، آنطور که در فرگرد یکم وندیداد از اوستا آمده؛ به پارسی باستان: Harauvatiš/هَرَووَتیش، آنطور که در سنگ‌نوشته‌های هخامنشی آمده؛
-به یونانی باستان: Ἀραχωσία/اَراخوزیا یا Ἀραχῶται/اَراخوتای؛ پس از یورش اسکندر مقدونی: Alexandria in Arachosia/اسکندریه اَراخوزیا یا Alexandropolis/اسکندرشهر؛ به لاتین: Arachosia/اَرَکُسیا؛ در منابع اسلامی: رُخَج یا رُخُد.

## پیشینه

### عصر بُرنز
کاوش در مکان‌های ماقبل تاریخ توسط باستان شناسانی مانند لوئیس دوپری و دیگران نشان می‌دهد که منطقه اطراف قندهار یکی از قدیمی‌ترین سکونتگاه‌های بشری است که تاکنون شناخته شده‌است. 
 "... اوایل دهکده‌های کشاورزی دهقانان در افغانستان حدود ۵۰۰۰ سال قبل از میلاد، یا ۷۰۰۰ سال پیش در منطقه قندهار به‌وجود آمدند. تپه ده‌مراسی، نخستین مکان ماقبل تاریخ افغانستان است که تاکنون حفر شده‌است و در ۲۷ کیلومتری جنوب غربی قندهار قرار دارد (دوپری، ۱۹۵۱). سایت دیگر عصر برنز همزمان با این دوره سعید قلعه است که شامل روستاهایی با ساختمان‌های خشتی و گلی چند اتاقه می‌باشد (ژ. شفر، ۱۹۷۰). در هزاره دوم پیش از میلاد عصر مفرغ، تله اسب و مهرهای سنگی سفالی، مسی و برنزی در مکان مجاور به نام شمشیر غار پیدا شد (دوپری، ۱۹۵۰). در سیستان، منطقه جنوب غربی مکان‌های حفرشده، دو تیم از باستان شناسان آمریکایی مکان‌های باستانی دیگری مربوط به هزاره دوم را کشف کردند (جی. دیلز، موزه باستان‌شناسی دانشگاه پنسیلوانیا، ۱۹۶۹، ۱۹۷۱؛ دبلیو، تروزدل، مؤسسه اسمیتسونیان، ۱۹۷۱–۱۹۷۶). از نظر سبکی یافته‌های ده مراسی و سعید قلعه با مکان‌های پیش از دره سند و با زمان مشابه در فلات ایران و آسیای میانه وصل می‌شود، که نشان دهنده تماس فرهنگی در طی این خیلی زود می‌باشد… "— نانسی دوپری
روستاهای زراعی، با قدمتی ۵٫۰۰۰–۷٫۰۰۰ سال پیش از میلاد، در نزدیکی تپهٔ دِه‌مُراسی (پشتو: دِه‌مُراسی غوندَی) در ولایت قندهار، دورهٔ تحول انسان را نشان می‌دهد که روستاهایی با زمین‌های کشاورزی پدیدار شده و جایش را به شهرهای کوچک داده‌است. در این دوران، شواهدی از فرهنگ عصر بُرُنز به وفور پدیدار می‌شود.

### تمدن مندیگک
طی جستجوهای باستان‌شناسان برای یافتن تمدن، آن‌ها در مُندیگک (در نزدیکی قندهار امروزی) شواهدی از یک شهر واقعی پیدا کردند، و شواهدی از بناها و اشیائی که شهرهای واقعی برجای می‌مانند: بناهای مذهبی و آثار هنری حجاری‌شده و نقاشی شده. در مندیگک، باستان‌شناسان بنای ستون‌دار بزرگ پیش از میلاد کشف کردند که درگاهش با خط سرخ ترسیم شده بود، و احتمالاً برای اهداف مذهبی بنا شده بود. در تپهٔ دِه‌مُراسی، باستان‌شناسان مجموعه‌ای از یک زیارتگاه را پیدا کردند که حاوی اشیایی بود متعلق به مراسم مذهبی همچون شاخ‌های بُز، یک کاسه، مُهر مِسی، لولهٔ مسی توخالی، جام کوچکی از سنگ مرمر، و یک تندیس سفال‌گری‌شده و کنده‌کاری‌شده از یک ایزدبانوی مادر (نگارهٔ ۳) و تندیسی که نشانهٔ فراوانی بوده و مشابه تندیس‌هایی بود که در مندیگک نیز یافت شده بودند. عاقبت تپهٔ دِه‌مُراسی در حدود ۱۵۰۰ پیش از میلاد متروکه شد، شاید به دلیل تغییر مسیر رودخانه به‌سوی غرب که تپهٔ دِه‌مُراسی آنجا بنا شده بود. مندیگک برای ۵۰۰ سال دیگر نیز دوام پیدا کرد. دو هجوم پیاپی قومی کوچ‌نشین از سوی شمال باشندگان این ساحه‌ها را بعد از ۲۰۰۰ سال زیست مداومشان در این شهر مجبور به ترک آن شدند.

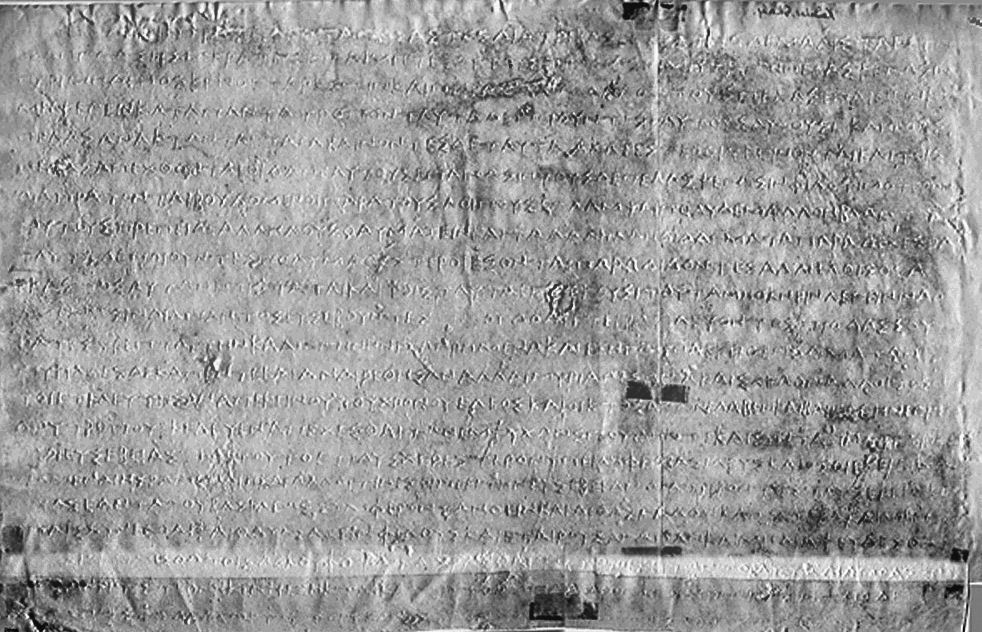
احکام یونانی قندهار از آشوکا در زمره مهم‌ترین احکام صغیر امپراتور هند آشوکا (سلطنت ۲۶۹–۲۳۳ قبل از میلاد) است که به زبان یونانی و زبان پراکریت نوشته شده‌است.

ولایت قندهار قبلاً به‌نام اراکوزیا یا اراخوزیا مسمی بود و به دلیل موقعیت استراتژیک در آسیا که چهارراه کاروان‌هایی جنوب آسیا، آسیای مرکزی و خاورمیانه بود، به‌طور مکرر هدف فتح جهانگشایان بزرگ چون کوروش، اسکندر، چنگیز، تیمور، انگلیسی‌ها، روس‌ها و در این اواخر آمریکایی‌ها قرار گرفته‌است. قبل از سقوط قندهار به‌دست هخامنشیان، جزو قلمرو مادها بود. در سال ۳۳۰ قبل از میلاد توسط اسکندر بزرگ مورد حمله قرار گرفت و پس از مرگ وی بخشی از امپراتوری سلوکی شد. بعداً تحت تأثیر آشوکا شاهنشاه هندوستان قرار گرفت، وی ستونی را با کتیبه دو زبانه به زبان‌های یونانی و آرامی در آنجا بنا کرد. قبل از ورود اعراب اموی در قرن ۷، به دست رتبیل‌ها اداره می‌گردید. در دوران اسلامی هم به ترتیب تحت کنترل طاهریان، صفاریان، سامانیان، غزنویان، غوریان، خوارزمشاهیان، مغولان، آل‌کرت، تیموریان، مغولان هند، هوتکیان و درانیان بود.

### روزگار صفوی
قندهار از دوران‌های بسیار کهن چهارراه تجارتی استراتژیک جنوب آسیا به‌شمار می‌رفت و محل عبور و مرور کاروان‌ها در امتداد جاده ابریشم بود. در سده‌های نهم الی نیمه یازدهم هجری قمری (پانزدهم و هفدهم میلادی) در شبکهٔ دفاعی و راه‌های بازرگانی و مسافرتی قندهار تحولات اساسی به‌میان آمد. قندهار از منازعات بین امپراتوری مغولان هند و صفویان به‌خوبی توانست به‌نفع خود استفاده کند و در این راستا موقعیت بسیار مهمی کسب کرد. این شهر زمین‌های حاصلخیز و منابع آب فراوانی داشت. قندهار قلعه‌ای بسیار استوار بود و تملک قندهار برای امنیت کابل و همین‌طور خراسان ضروری بود. اما به‌طور گریزناپذیر به صورت اساس رقابت و کشمکش میان گورکانیان هند و صفویان درآمد و پس از اینکه توسط صفویان تصرف شد موقعیت آن رو به‌زوال رفت تا اینکه در زمان هوتکیان و به‌دنبال آن درانیان موقعیت خویش را دوباره بازیافت و مهم‌ترین شهر در محدوده هند خراسان و ایران بود.
وضعیت قندهار در روزگار صفوی بسیار ناگوار شد به‌خصوص اوضاع اجتماعی. مغولان هند می‌خواستند دوباره قندهار را به‌دست آورند و با صفویان گاه‌ناگاه به‌جنگ می‌پرداختند. هزینه این لشکرکشی‌ها توسط مالیات از مردم وصول می‌گردید در نتیجه نارضایتی‌های زیادی را به‌بار می‌آورد و بعضی‌اوقات موجبات شورش را فراهم می‌کرد. حاکمان صفوی به‌همین شکل بالای مردم ظلم می‌کردند و اگر شورشی می‌شد به‌شدت سرکوب می‌گردید. دراواخر دوران صفوی مخصوصاً این ظلم‌ها بیش از حد گردید و سلطان حسین برای کنترل اوضاع گرگین را که حاکم گرجستان و خیلی بی‌رحم بود به قندهار فرستاد. در نتیجه اعمال ستمگرانه گرگین ناراضی‌های مردم قندهار بیشتر گردید و در نتیجه باعث شورش میرویس خان هوتک گردید. میرویس خان هوتک با چال‌وفریب توانست صفویان را از قندهار براند و سلسله هوتکیان را تأسیس نماید. پسانتر در زمان حکومت پسرش محمود هوتکی توانست اصفهان پایتخت صفویان را تصرف کند و در نتیجه سلسله صفویان را انقراض دهد.

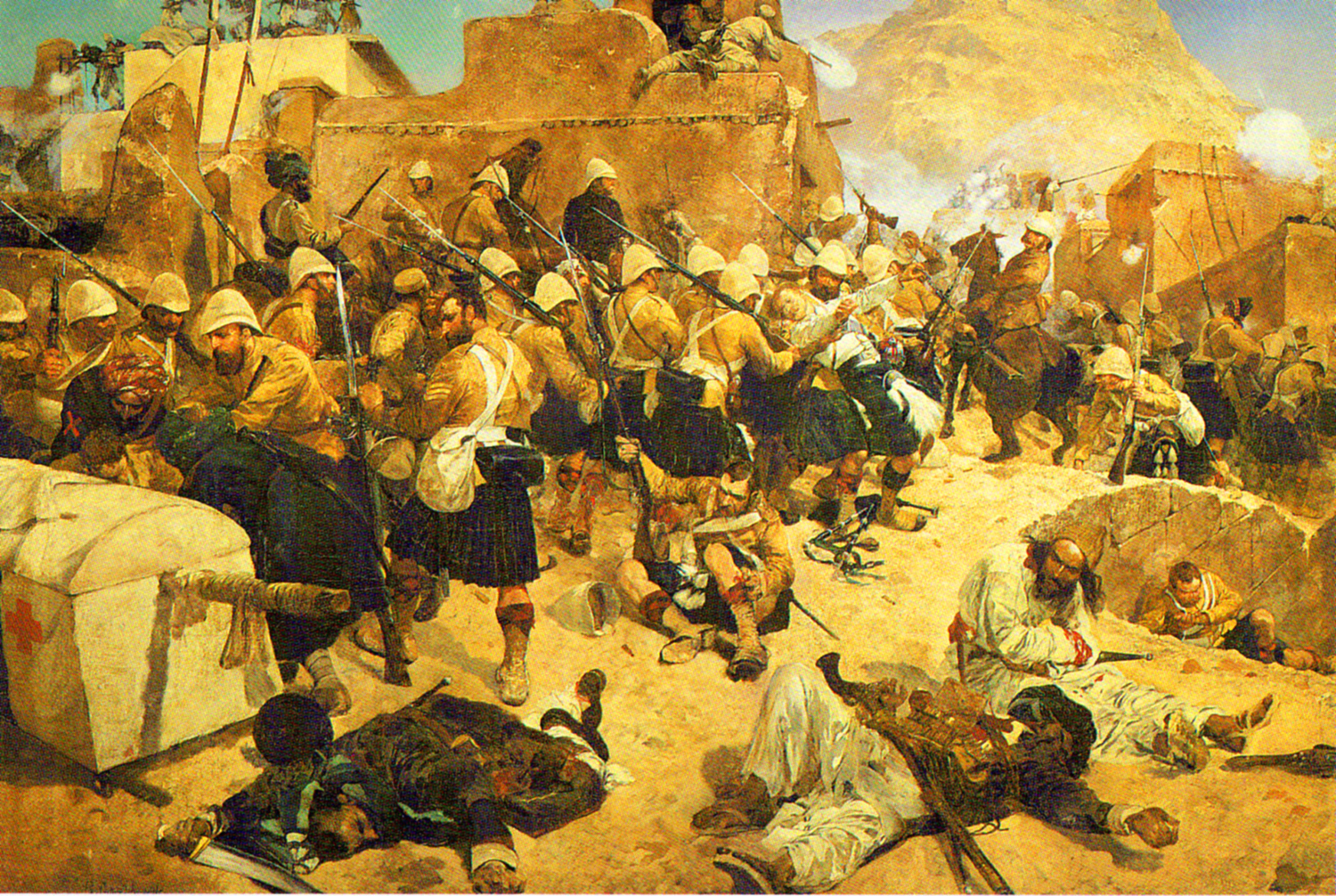
نبرد میوند رنگ روغن اثر ریچارد کاتون وودویل.

جنگ دوم افغان و انگلیس، دروازه درانی، ۱۸۸۰

احمد شاه درانی، بنیانگذار امپراتوری افغانستان، در سال ۱۷۴۷ کنترل این ولایت را به‌دست گرفت و شهر قندهار را به پایتخت امپراتوری جدید تبدیل کرد. در دهه ۱۷۷۰، پایتخت امپراتوری توسط تیمورشاه پسرش به کابل منتقل شد. مقبره احمد شاه درانی در مرکز شهر قندهار واقع شده‌است.

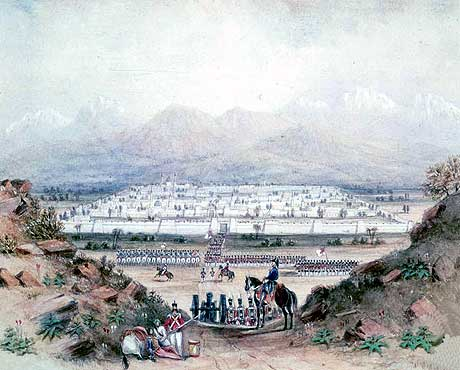
ارتش بریتانیا در درواز قندهار

نیروهای راج بریتانیا به رهبری انگلیس این ولایت را در جنگ اول افغان و انگلیس بین سالهای ۱۸۳۲ الی ۱۸۴۲ اشغال کردند. آنها همچنین این شهر را در جنگ دوم افغان و انگلیس بین سالهای ۱۸۷۸ الی ۱۸۸۰ در کنترل داشتند. انگلیس در هر دو حمله خود از افغان‌ها شکست خورد و مخصوصاً بار دوم در نبرد میوند که نزدیک قندهار اتفاق افتاد شکست طاقت‌فرسایی را متحمل شدند. بعد از آن حدود ۱۰۰ سال اوضاع سیاسی قندهار آرام بود تا اینکه در اواخر دهه ۱۹۷۰ با حمله شوروی به افغانستان دوباره ناآرامی‌ها به منطقه برگشت.

## مردم
اکثریت قاطع مردم قندهار پشتون بوده همچنین اقلیتی از هزاره‌ها و تاجیک‌ها در این ولایت زندگی می‌کنند.

## آموزش
قبل از کودتای ۱۹۷۸ در کابل، اکثریت مردم این شهر در مدارس ثبت نام می‌کردند. اما در جریان جنگ‌ها مردم به اتحادیه اروپا، استرالیا و سایر نقاط جهان مهاجرت کردند.

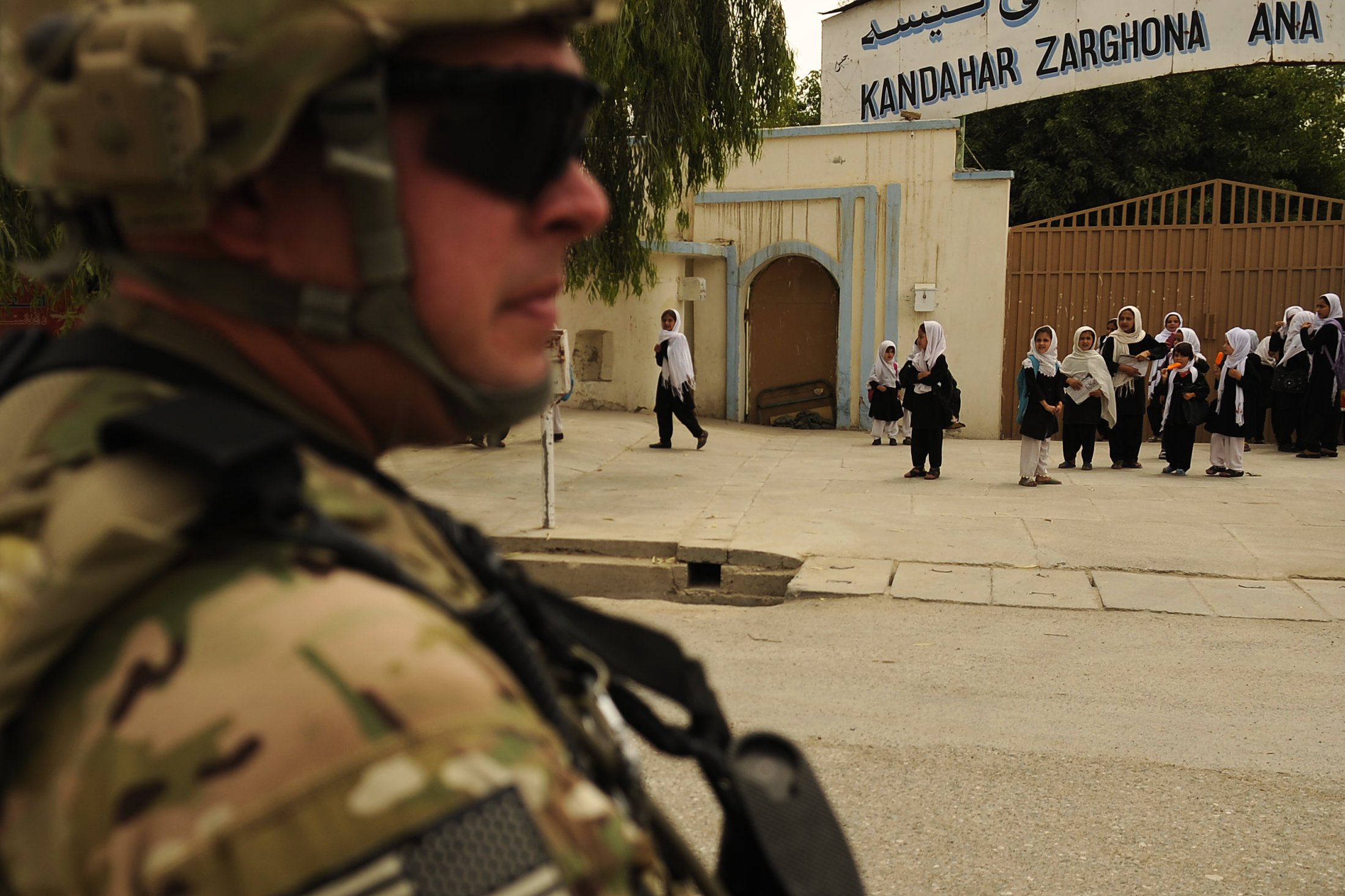
دانش‌آموزان لیسه دخترانه زرغونه انا

دو مدرسه قدیمی شناخته شده دبیرستان احمد شاه بابا و دبیرستان زرغونه انا هستند. تعدادی از مدارس جدید وجود دارد که در دهه گذشته افتتاح شده‌است و در آینده با افزایش جمعیت این شهر به علت مهاجران زیاد افغان از کشورهای همسایه، مدارس دیگری نیز ساخته می‌شود. دبیرستان‌های افغان ترک یکی از برترین مدارس خصوصی در شهر است. دانشگاه اصلی شهر دانشگاه قندهار است. در دهه گذشته تعدادی از مراکز آموزشی نیز افتتاح شده‌است.

## تقسیمات ولایتی

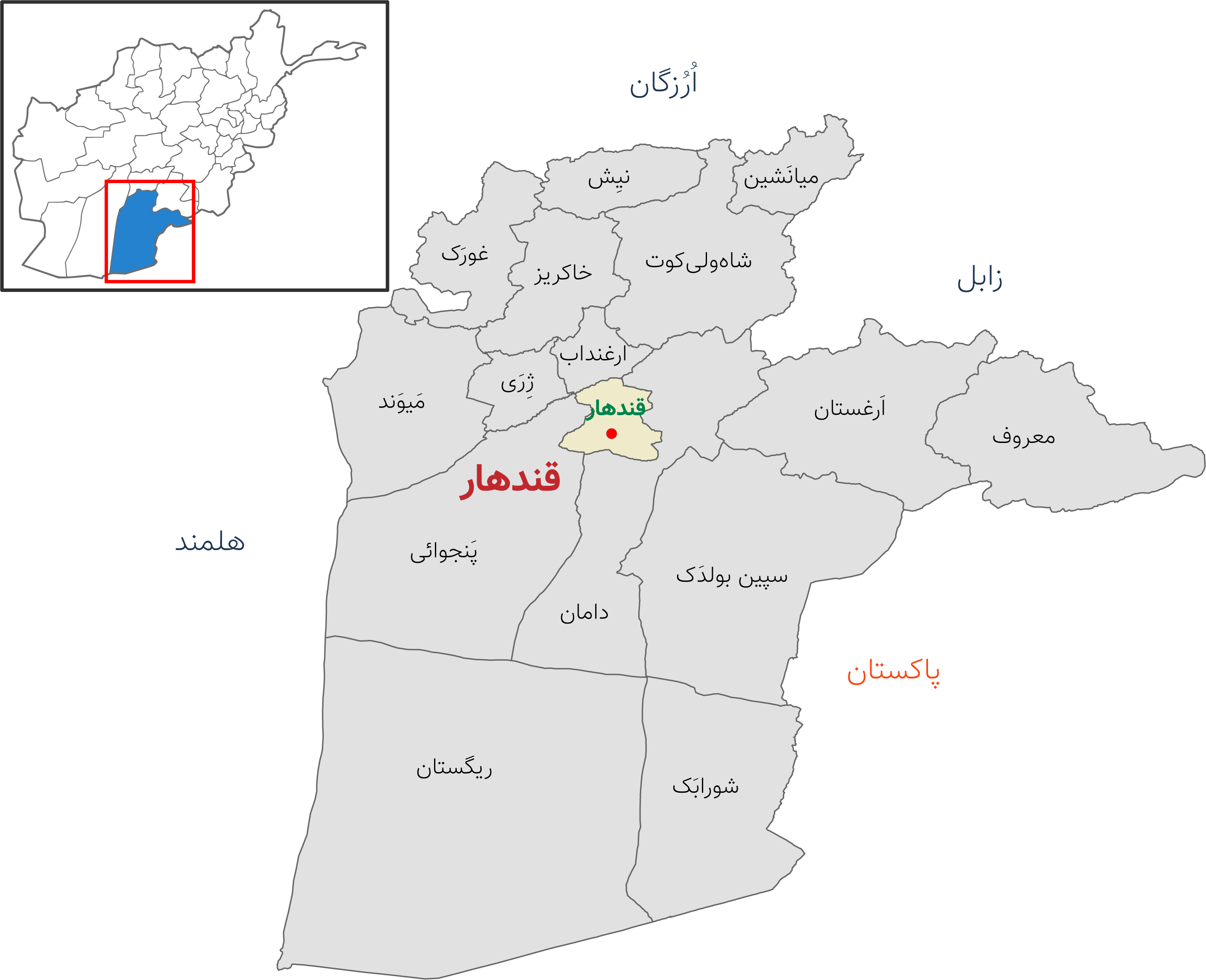
ولسوالی‌های قندهار

| - اَرغستان - ارغنداب - پَنجوائی - خاکریز - دامان - ریگستان - ژِرَی - سپین‌بولدَک | - شاه‌ولی‌کوت - شورابَک - غورَک - قندهار - معروف - میانَشین - مَیوَند - نیِش |  |

## تولیدات زراعتی
- انگور

ولایت قندهار در سال ۱۳۹۹، از ۲۰ هزار و ۵۰۰ هکتار باغ بالغ بر ۲۷۴ هزار تُن انگور به‌دست آورده‌است که نسبت به سال قبل ۱۰ درصد افزایش را نشان می‌دهد. از جمله انواع مختلف انگور در این ولایت (توران، ایته و شندوخانی) از شهرت خاص برخوردار اند.
- زیره

بر اساس آمار ریاست زراعت ولایت قندهار زیره در ۱۱۴۵ هکتار زمین کشت می‌شود که از این ساحه سالانه یک هزار و ۲۵۹ متریک تن زیره تولید می‌شود و با داشتن بازار خوب، سالانه در حدود ۲۵۱ میلیون ۸۰۰ هزار افغانی عید کشاورزان می‌کند.

## جغرافیا

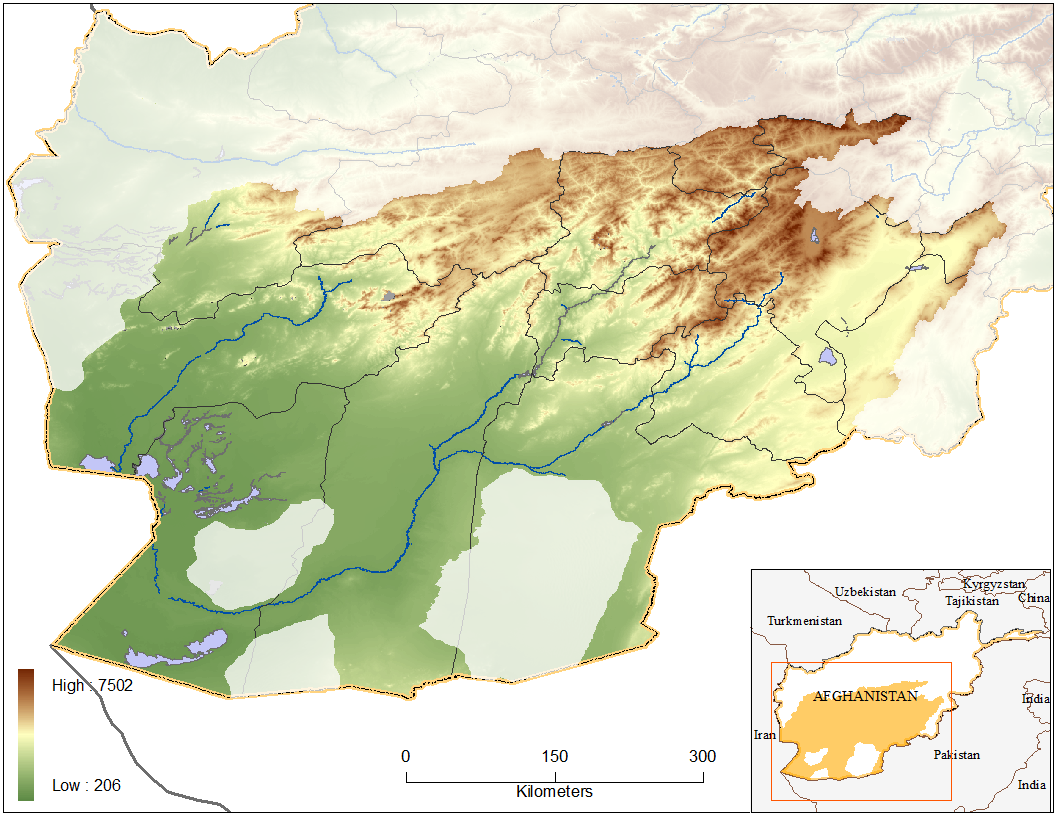
حوضه هیرمند، جنوب شرقی افغانستان

### آب و هوا
قندهار دارای آب و هوای نیمه‌خشک کوپن است، که با بارش کم و تغییر زیاد دمای تابستان و زمستان مشاهده می‌شود. تابستان‌ها از اواسط ماه مه آغاز می‌شده، تا اواخر سپتامبر ادامه دارد و بسیار خشک است. دما در ژوئیه با میانگین ۲۴ ساعته روزانه حدود ۳۱٫۹ درجه سانتی‌گراد (۸۹٫۴ درجه فارنهایت) به اوج خود می‌رسد. پس از آن پاییزهای خشک از اوایل اکتبر تا اواخر نوامبر شروع می‌شوند، پاییز با دمای متوسط روزها ۲۰ درجه سانتی‌گراد (بالاتر از ۶۸ درجه فارنهایت) تا نوامبر ادامه دارد، گرچه شب‌ها بسیار خنک‌ترند. زمستان از دسامبر آغاز می‌شود و بیشترین میزان بارش به صورت باران است. دمای هوا در ژانویه به‌طور متوسط ۵٫۱ درجه سانتی‌گراد (۴۱٫۲ درجه فارنهایت) است. به دنبال زمستان، یک بهار دلپذیر تا اواخر آوریل با دمای به‌طور کلی در ۱۰ درجه سانتی‌گراد بالا تا ۳۰ درجه سانتی‌گراد پایین‌تر (۶۵–۸۸ درجه فارنهایت) مشاهده می‌شود. هوای آفتابی در تمام طول سال غالب است، به ویژه در تابستان که بارندگی بسیار نادر است. میانگین سالانهٔ دما ۶٫۶ درجهٔ سانتی‌گراد (۶۵٫۵ درجه فارنهایت) است.
| داده‌های اقلیم قندهار (۱۹۶۴–۱۹۸۳)  | داده‌های اقلیم قندهار (۱۹۶۴–۱۹۸۳) | داده‌های اقلیم قندهار (۱۹۶۴–۱۹۸۳) | داده‌های اقلیم قندهار (۱۹۶۴–۱۹۸۳) | داده‌های اقلیم قندهار (۱۹۶۴–۱۹۸۳) | داده‌های اقلیم قندهار (۱۹۶۴–۱۹۸۳) | داده‌های اقلیم قندهار (۱۹۶۴–۱۹۸۳) | داده‌های اقلیم قندهار (۱۹۶۴–۱۹۸۳) | داده‌های اقلیم قندهار (۱۹۶۴–۱۹۸۳) | داده‌های اقلیم قندهار (۱۹۶۴–۱۹۸۳) | داده‌های اقلیم قندهار (۱۹۶۴–۱۹۸۳) | داده‌های اقلیم قندهار (۱۹۶۴–۱۹۸۳) | داده‌های اقلیم قندهار (۱۹۶۴–۱۹۸۳) | داده‌های اقلیم قندهار (۱۹۶۴–۱۹۸۳) |
| ماه                               | ژانویه                           | فوریه                            | مارس                             | آوریل                            | مه                               | ژوئن                             | ژوئیه                            | اوت                              | سپتامبر                          | اکتبر                            | نوامبر                           | دسامبر                           | سال                              |
| --------------------------------- | -------------------------------- | -------------------------------- | -------------------------------- | -------------------------------- | -------------------------------- | -------------------------------- | -------------------------------- | -------------------------------- | -------------------------------- | -------------------------------- | -------------------------------- | -------------------------------- | -------------------------------- |
| سابقهٔ بیش‌ترین °C (°F)             | ۲۵٫۰ (۷۷)                        | ۲۶٫۰ (۷۹)                        | ۳۶٫۵ (۹۸)                        | ۳۷٫۱ (۹۹)                        | ۴۳٫۰ (۱۰۹)                       | ۴۵٫۰ (۱۱۳)                       | ۴۶٫۵ (۱۱۶)                       | ۴۴٫۵ (۱۱۲)                       | ۴۱٫۰ (۱۰۶)                       | ۳۷٫۵ (۱۰۰)                       | ۳۱٫۵ (۸۹)                        | ۲۶٫۰ (۷۹)                        | ۴۶٫۵ (۱۱۶)                       |
| میانگین بیش‌ترین °C (°F)           | ۱۲٫۲ (۵۴)                        | ۱۴٫۸ (۵۹)                        | ۲۱٫۶ (۷۱)                        | ۲۸٫۱ (۸۳)                        | ۳۴٫۱ (۹۳)                        | ۳۹٫۱ (۱۰۲)                       | ۴۰٫۲ (۱۰۴)                       | ۳۸٫۲ (۱۰۱)                       | ۳۴٫۰ (۹۳)                        | ۲۷٫۵ (۸۲)                        | ۲۱٫۰ (۷۰)                        | ۱۵٫۴ (۶۰)                        | ۲۷٫۲ (۸۱)                        |
| میانگین روزانه °C (°F)            | ۵٫۱ (۴۱)                         | ۷٫۸ (۴۶)                         | ۱۳٫۹ (۵۷)                        | ۲۰٫۲ (۶۸)                        | ۲۵٫۴ (۷۸)                        | ۳۰٫۰ (۸۶)                        | ۳۱٫۹ (۸۹)                        | ۲۹٫۴ (۸۵)                        | ۲۳٫۵ (۷۴)                        | ۱۷٫۵ (۶۴)                        | ۱۱٫۰ (۵۲)                        | ۷٫۳ (۴۵)                         | ۱۸٫۵۸ (۶۵٫۴)                     |
| میانگین کم‌ترین °C (°F)            | ۰٫۰ (۳۲)                         | ۲٫۴ (۳۶)                         | ۷٫۱ (۴۵)                         | ۱۲٫۳ (۵۴)                        | ۱۵٫۸ (۶۰)                        | ۱۹٫۵ (۶۷)                        | ۲۲٫۵ (۷۳)                        | ۲۰٫۰ (۶۸)                        | ۱۳٫۵ (۵۶)                        | ۸٫۵ (۴۷)                         | ۳٫۳ (۳۸)                         | ۱٫۰ (۳۴)                         | ۱۰٫۵ (۵۱)                        |
| سابقهٔ کم‌ترین °C (°F)              | −۱۲٫۱ (۱۰)                       | −۱۰٫۰ (۱۴)                       | −۴٫۸ (۲۳)                        | ۲٫۰ (۳۶)                         | ۲٫۴ (۳۶)                         | ۸٫۵ (۴۷)                         | ۱۳٫۵ (۵۶)                        | ۹٫۰ (۴۸)                         | ۵٫۲ (۴۱)                         | −۲٫۲ (۲۸)                        | −۹٫۳ (۱۵)                        | −۱۱٫۴ (۱۱)                       | −۱۲٫۱ (۱۰)                       |
| بارندگی میلی‌متر (اینچ)            | ۵۴٫۰ (۲٫۱۳)                      | ۴۲٫۰ (۱٫۶۵)                      | ۴۱٫۱ (۱٫۶۲)                      | ۱۸٫۷ (۰٫۷۴)                      | ۲٫۲ (۰٫۰۹)                       | ۰ (۰)                            | ۲٫۳ (۰٫۰۹)                       | ۱٫۰ (۰٫۰۴)                       | ۰ (۰)                            | ۲٫۳ (۰٫۰۹)                       | ۷٫۰ (۰٫۲۸)                       | ۲۰٫۰ (۰٫۷۹)                      | ۱۹۰٫۶ (۷٫۵۲)                     |
| میانگین روزهای بارندگی            | ۶                                | ۶                                | ۶                                | ۴                                | ۱                                | ۰                                | ۰                                | ۰                                | ۰                                | ۱                                | ۲                                | ۳                                | ۲۹                               |
| درصد رطوبت                        | ۵۸                               | ۵۹                               | ۵۰                               | ۴۱                               | ۳۰                               | ۲۳                               | ۲۵                               | ۲۵                               | ۲۴                               | ۲۹                               | ۴۰                               | ۵۲                               | ۳۸                               |
| میانگین روزانه ساعت‌های تابش آفتاب | ۱۹۸٫۴                            | ۱۸۳٫۶                            | ۲۳۵٫۶                            | ۲۵۵٫۰                            | ۳۴۷٫۲                            | ۳۶۹٫۰                            | ۳۴۱٫۰                            | ۳۳۷٫۹                            | ۳۲۴٫۰                            | ۳۰۶٫۹                            | ۲۶۴٫۰                            | ۲۱۷٫۰                            | ۳٬۳۷۹٫۶                          |
| منبع: NOAA (1964–1983)            |                                  |                                  |                                  |                                  |                                  |                                  |                                  |                                  |                                  |                                  |                                  |                                  |                                  |

## سرشناسان
- میرویس هوتک، بنیانگذار سلسله هوتکیان
- عبدالعزیز هوتک، جانشین میرویس خان
- محمود هوتک، سومین شاه هوتکیان
- اشرف هوتکی، چهارمین شاه هوتکیان
- احمدشاه درانی، بنیانگذار امپراتوری درانی
- تیمور شاه درانی، جانشین احمد شاه درانی
- دوست‌محمد خان، بنیانگذار سلسله بارک‌زائی
- محمد ایوب خان، فاتح نبرد میوند
- امیر شیرعلی خان، امیر سلسله بارک‌زائی
- حامد کرزی، رئیس‌جمهور افغانستان از ۲۰۰۱ تا ۲۰۱۳
- عبدالحی حبیبی، نویسنده افغان
- علامه عبدالشکور رشاد تاریخ نگار و نویسنده
- ملالی میوندی قهرمان نبرد میوند بر ضد انگلیسها
- محمد داوود اولین رئيس جمهور افغانستان